# Vera Trezoitko
Vera Trezoitko (São Paulo, 18 de diciembre de 1929 - 23 de diciembre de 1993) fue una ex jugadora de voleibol y ex atleta brasileña.
Fue seleccionada del conjunto femenino de voleibol de Brasil con el que alcanzó la medalla de bronce en los Juegos Panamericanos de 1955 en Ciudad de México, y la medalla de oro en los Juegos Panamericanos de 1959 en Chicago y en los Juegos Panamericanos de 1963 en São Paulo; además, estuvo dentro de las atletas brasileñas participantes en el atletismo en los Juegos Panamericanos de 1951 en Buenos Aires, alzándose con la medalla de bronce en lanzamiento de peso.
Respecto a su participación en el Campeonato Sudamericano de Voleibol Femenino adulto, logró la medalla de oro en las versiones realizadas en Río de Janeiro 1951, Lima 1961 y Santiago de Chile 1962.
Por otro lado, fue ganadora de la medalla de bronce en el Campeonato Sudamericano de Atletismo adulto de São Paulo 1954 y Montevideo 1958, y medalla de plata en Lima 1961 y Cali 1963, todas en la disciplina lanzamiento de peso. Además, y en el mismo torneo realizado en Lima 1961, se alzó con la medalla de bronce en el lanzamiento de jabalina.